# Единици на Планк
Единици на Планк във физиката е система единици, основана на 5 фундаментални физически константи, показани в таблицата по-долу. Макс Планк приема, че тези константи са равни на 1 и изразява всички останали величини чрез тях. Използването на единиците на Планк елегантно опростява много от математическите формули в съвременната физика. Тези измерителни единици произлизат по естествен път от наблюденията на природните явления и за разлика от други мерни единици не са резултат от въвеждане на нарочен измерителен стандарт.
Единиците на Планк не са свързани с предварително зададен еталон, обект или частица, а със свойствата на вакуума. Някои специалисти наричат полу на шега единиците на Планк „Мерните единици на Господ“. С въвеждането на тези измерителни единици се избягват множеството произволно избрани измерителни единици.

## Петте константи
| константа                        | символ | измерение    |
| -------------------------------- | --- | ------------ |
| скорост на светлината във вакуум | {\displaystyle {c}\ } | L T-1        |
| гравитационна константа          | {\displaystyle {G}\ } | M-1L3T-2     |
| константа на Дирак               | {\displaystyle \hbar ={\frac {h}{2\pi }}} където {\displaystyle {h}\ } е константа на Планк                                       | ML2T-1       |
| константа на Кулон               | {\displaystyle {\frac {1}{4\pi \epsilon _{0}}}} където {\displaystyle {\epsilon _{0}}\ } е диелектричната проницаемост на вакуума | Q-2 M L3 T-2 |
| константа на Болцман             | {\displaystyle {k}\ } | ML2T-2Θ-1    |

## Основни единици на Планк
След като в системата единици на Планк горните константи са равни на 1, то единиците за дължина, маса, време, електрически заряд и температура са производни. Удобни са кохерентните измерителни системи, като SI например, при които производните единици се получават от основните без някакви мащабиращи коефициенти. По този начин можем да изведем едно множество от производни единици на Планк:
| Име                  | количество             | изразяване                                                                                             | приближение в SI единици | други означения |
| -------------------- | ---------------------- | --- | ------------------------ | --------------- |
| дължина на Планк     | дължина (L)            | {\displaystyle l_{P}={\sqrt {\frac {\hbar G}{c^{3}}}}}                                                 | 1,61624 × 10-35 m        |                 |
| маса на Планк        | маса (M)               | {\displaystyle m_{P}={\sqrt {\frac {\hbar c}{G}}}}                                                     | 2,17645 × 10-8 kg        | 1,311 × 1019 u  |
| време на Планк       | време (T)              | {\displaystyle t_{P}={\frac {l_{P}}{c}}={\frac {\hbar }{m_{P}c^{2}}}={\sqrt {\frac {\hbar G}{c^{5}}}}} | 5,39121 × 10-44 s        |                 |
| заряд на Планк       | електрически заряд (Q) | {\displaystyle q_{P}={\sqrt {\hbar c4\pi \epsilon _{0}}}}                                              | 1,8755459 × 10-18 C      | 11,70624 e      |
| температура на Планк | температура (Θ)        | {\displaystyle T_{P}={\frac {m_{P}c^{2}}{k}}={\sqrt {\frac {\hbar c^{5}}{Gk^{2}}}}}                    | 1,41679 × 1032 K         |                 |

## Производни единици на Планк
Във всички измерителни системи следните величини са производни на основните физически величини:
| име                     | количество                | изразяване | приближение в SI единици |
| ----------------------- | ------------------------- | --- | ------------------------ |
| импулс на Планк         | импулс (MLT-1)            | {\displaystyle m_{P}c={\frac {\hbar }{l_{P}}}={\sqrt {\frac {\hbar c^{3}}{G}}}}                                                  | 6,52485 kg m/s           |
| енергия на Планк        | енергия (ML2T-2)          | {\displaystyle E_{P}=m_{P}c^{2}={\frac {\hbar }{t_{P}}}={\sqrt {\frac {\hbar c^{5}}{G}}}}                                        | 1,9561 × 109 J           |
| сила на Планк           | сила (MLT-2)              | {\displaystyle F_{P}={\frac {E_{P}}{l_{P}}}={\frac {\hbar }{l_{P}t_{P}}}={\frac {c^{4}}{G}}}                                     | 1,21027 × 1044 N         |
| мощност на Планк        | мощност (ML2T-3)          | {\displaystyle P_{P}={\frac {E_{P}}{t_{P}}}={\frac {\hbar }{t_{P}^{2}}}={\frac {c^{5}}{G}}}                                      | 3,62831 × 1052 W         |
| плътност на Планк       | плътност (ML-3)           | {\displaystyle \rho _{P}={\frac {m_{P}}{l_{P}^{3}}}={\frac {\hbar t_{P}}{l_{P}^{5}}}={\frac {c^{5}}{\hbar G^{2}}}}               | 5,15500 × 1096 kg/m³     |
| ъглова честота на Планк | честота (T-1)             | {\displaystyle \omega _{P}={\frac {1}{t_{P}}}={\sqrt {\frac {c^{5}}{\hbar G}}}}                                                  | 1,85487 × 1043 s-1       |
| налягане на Планк       | налягане (ML-1T-2)        | {\displaystyle p_{P}={\frac {F_{P}}{l_{P}^{2}}}={\frac {\hbar }{l_{P}^{3}t_{P}}}={\frac {c^{7}}{\hbar G^{2}}}}                   | 4,63309 × 10113 Pa       |
| ток на Планк            | електрически ток (QT-1)   | {\displaystyle I_{P}={\frac {q_{P}}{t_{P}}}={\sqrt {\frac {c^{6}4\pi \epsilon _{0}}{G}}}}                                        | 3,4789 × 1025 A          |
| напрежение на Планк     | напрежение (ML2T-2Q-1)    | {\displaystyle V_{P}={\frac {E_{P}}{q_{P}}}={\frac {\hbar }{t_{P}q_{P}}}={\sqrt {\frac {c^{4}}{G4\pi \epsilon _{0}}}}}           | 1,04295 × 1027 V         |
| импеданс на Планк       | съпротивление (ML2T-1Q-2) | {\displaystyle Z_{P}={\frac {V_{P}}{I_{P}}}={\frac {\hbar }{q_{P}^{2}}}={\frac {1}{4\pi \epsilon _{0}c}}={\frac {Z_{0}}{4\pi }}} | 29,9792458 Ω             |

## Фундаментални уравнения на физиката, добиващи безразмерен вид при изразяване в измерителни единици на Планк
При преминаване в измерителни единици на Планк много от известните ни уравнения във физиката се опростяват:
|                                                                             | Стандартна формула с размерност | Безразмерна формула в планкови единици |
| --------------------------------------------------------------------------- | --- | --- |
| Закон на Нютон за всеобщата гравитация                                      | {\displaystyle F=G{\frac {m_{1}m_{2}}{r^{2}}}} | {\displaystyle F={\frac {m_{1}m_{2}}{r^{2}}}} |
| Уравнение на Шрьодингер                                                     | {\displaystyle -{\frac {\hbar ^{2}}{2m}}\nabla ^{2}\psi (\mathbf {r} ,t)+V(\mathbf {r} )\psi (\mathbf {r} ,t)=i\hbar {\frac {\partial \psi }{\partial t}}(\mathbf {r} ,t)} | {\displaystyle -{\frac {1}{2m}}\nabla ^{2}\psi (\mathbf {r} ,t)+V(\mathbf {r} )\psi (\mathbf {r} ,t)=i{\frac {\partial \psi }{\partial t}}(\mathbf {r} ,t)} |
| Енергия на частица с вълнова функция в радиани{\displaystyle {\omega }\ }   | {\displaystyle {E=\hbar \omega }\ } | {\displaystyle {E=\omega }\ } |
| Уравнение на Айнщайн за маса /енергия в специална теория на относителността | {\displaystyle {E=mc^{2}}\ } | {\displaystyle {E=m}\ } |
| Уравнения на Айнщайн за ОТО                                                 | {\displaystyle {G_{\mu \nu }=8\pi {G \over c^{4}}T_{\mu \nu }}\ } | {\displaystyle {G_{\mu \nu }=8\pi T_{\mu \nu }}\ } |
| Топлинна енергия на частица                                                 | {\displaystyle {E={\frac {1}{2}}kT}\ } | {\displaystyle {E={\frac {1}{2}}T}\ } |
| Закон на Кулон                                                              | {\displaystyle F={\frac {1}{4\pi \epsilon _{0}}}{\frac {q_{1}q_{2}}{r^{2}}}} | {\displaystyle F={\frac {q_{1}q_{2}}{r^{2}}}} |
| Уравнения на Максуел                                                        | {\displaystyle \nabla \cdot \mathbf {E} ={\frac {1}{\epsilon _{0}}}\rho } {\displaystyle \nabla \cdot \mathbf {B} =0\ } {\displaystyle \nabla \times \mathbf {E} =-{\frac {\partial \mathbf {B} }{\partial t}}} {\displaystyle \nabla \times \mathbf {B} =\mu _{0}\mathbf {J} +\mu _{0}\epsilon _{0}{\frac {\partial \mathbf {E} }{\partial t}}} | {\displaystyle \nabla \cdot \mathbf {E} =4\pi \rho \ } {\displaystyle \nabla \cdot \mathbf {B} =0\ } {\displaystyle \nabla \times \mathbf {E} =-{\frac {\partial \mathbf {B} }{\partial t}}} {\displaystyle \nabla \times \mathbf {B} =4\pi \mathbf {J} +{\frac {\partial \mathbf {E} }{\partial t}}} |

## История на откритието
Единиците, носещи името на Макс Планк, са предложени от него, когато през май 1899 г. той публикува в списанието на Пруската академия на науките своето откритие – константата на Планк –  h. Към този момент квантовата механика все още не е формулирана и такава измерителна единица не съществува.
По-рано, през 1881 г., ирландският физик Джордж Стони вече е предложил идеята стойностите на четири фундаментални константи да се приемат за единица, т.е.
{\displaystyle c=G=k_{\text{e}}=e=1}
В тази система зарядът на електрона не е производен, а е приет за единица, така че приведената константа на Планк е
{\displaystyle \hbar ={\frac {1}{\alpha }}\approx 137.0359991}
където α е константа на тънката структура.
1. ↑  Stoney G., On The Physical Units of Nature, Phil. Mag. 11, 381 – 391, 1881; G. Johnstone Stoney, On The Physical Units of Nature, The Scientific Proceedings of the Royal Dublin Society, 3, 51 – 60, 1883.